# Джексон, Джо (музыкальный менеджер)
Джозеф Уолтер (Джо) Дже́ксон (англ. Joseph Walter «Joe» Jackson; 26 июля 1928 — 27 июня 2018) — американский музыкальный менеджер, наиболее известный как патриарх музыкальной семьи Джексонов и, в частности, отец певца Майкла Джексона и певицы Дженет Джексон.

## Биография
Джозеф Уолтер Джексон родился 26 июля 1928 года в маленьком городке штата Арканзас. Когда Джо было 12, его родители развелись, и он со своим отцом Сэмьюэлом Джексоном переехал в Окланд. Сразу после окончания школы Джозеф перебрался в Калифорнию, где недолгое время был боксёром, однако в связи с болезнью матери был вынужден переехать в Западный Чикаго, Индиана, чтобы ухаживать за ней. Именно там он встретил Кэтрин Скруз.
5 ноября 1949 года они переехали в двухкомнатный дом стоимостью 800 долларов в городе Гэри, Индиана. Именно здесь Джозеф основал группу The Falcons, исполнявшую музыку в стиле ритм-н-блюз.
Спустя 2 года Джо устроился крановщиком на сталелитейном заводе.
В ноябре 2012 года он перенёс инсульт. Умер 27 июня 2018 года от запущенного рака поджелудочной железы.

## Личная жизнь
До встречи с Кэтрин у Джозефа был кратковременный бездетный брак с другой женщиной.
Джозеф женился на своей второй жене Кэтрин в 1949 году. В браке у них родилось 10 детей. Один из них, Брендон (близнец Марлона), умер вскоре после рождения. Все остальные стали профессиональными музыкантами:
- Маурин Рейлит «Рэбби» Джексон (родилась 29 мая 1950 года)
- Зигмунд Эско «Джеки» Джексон (родился 4 мая 1951 года)
- Ториано Эдэрилл «Тито» Джексон (15 октября 1953 - 15 сентября 2024)
- Жермен Ла Джон Джексон (родился 11 декабря 1954 года)
- Ла Тойя Ивонна Джексон (родилась 29 мая 1956 года)
- Марлон Дэвид Джексон (родился 12 марта 1957 года)
- Брендон Джексон (умер при рождении 12 марта 1957 года)
- Майкл Джозеф Джексон (29 августа 1958 — 25 июня 2009)
- Стивен Рэнделл «Рэнди» Джексон (родился 31 октября 1961 года)
- Джанет Дамита Джо Джексон (родилась 16 мая 1966 года)

Также у Джозефа есть внебрачная дочь от отношений с Шерилл Террел, не занимающаяся музыкальной деятельностью и далёкая от шоу-бизнеса:
- Джо Вонни Джексон (родилась 30 августа 1974)

В конце 1980-х и начале 1990-х Джозеф сильно привлёк внимание прессы, когда несколько его детей (в том числе и Майкл) рассказали журналистам, как все они в детстве подвергались с его стороны физическим и психологическим побоям (среди прочего он якобы требовал от детей, чтобы они обращались к нему только по имени). Джозеф отрицал, что подвергал детей побоям, но в конечном итоге признал, что подвергал их телесным наказаниям — однако, они с Кэтрин заявили, что такие методы были в порядке вещей и вполне заслужены. Аналогично Джеки, Тито, Жермен и Марлон опровергли заявления, что их отец был крайне жесток с ними. В конечном итоге и Майкл публично признал, что жестокая дисциплина, которую устроил им Джозеф, положительно повлияла на его карьеру и до самой смерти сохранял с отцом дружеские отношения (он ежегодно устраивал в своём поместье Неверленд День Джозефа Джексона).